# IEEE 1394
IEEE 1394（アイトリプルイー 1394）は、かつてAV機器やコンピュータを接続する端子として利用されていた高速シリアルバス規格である。1986年にAppleが提唱したFireWire（ファイアワイアもしくはファイヤーワイヤー）規格をソニー、TI、IBMなどと共同で1995年にIEEE 1394-1995として標準化したもの。1990年代から2000年代ごろまで利用されていたが、2011年に事実上の後継規格であるThunderboltが登場し、その役割を譲った。

## 概要
IEEE 1394は、SCSIの後継を意識しつつ、ホットスワップにも対応したシリアル汎用バスとして設計され、ビデオ・オーディオ分野やコンシューマ向けストレージの接続用として普及したほか、ビークルバスのIDB-1394は本規格を拡張したものである。同時に64台の機器を同一ネットワーク上に接続でき、初期は100 Mbps、200 Mbps、400 Mbps、後に800 Mbpsという通信速度で策定・普及した。最終的には3200 Mbpsに拡張されたが、この速度での使用例はごく少ない。

## 呼称

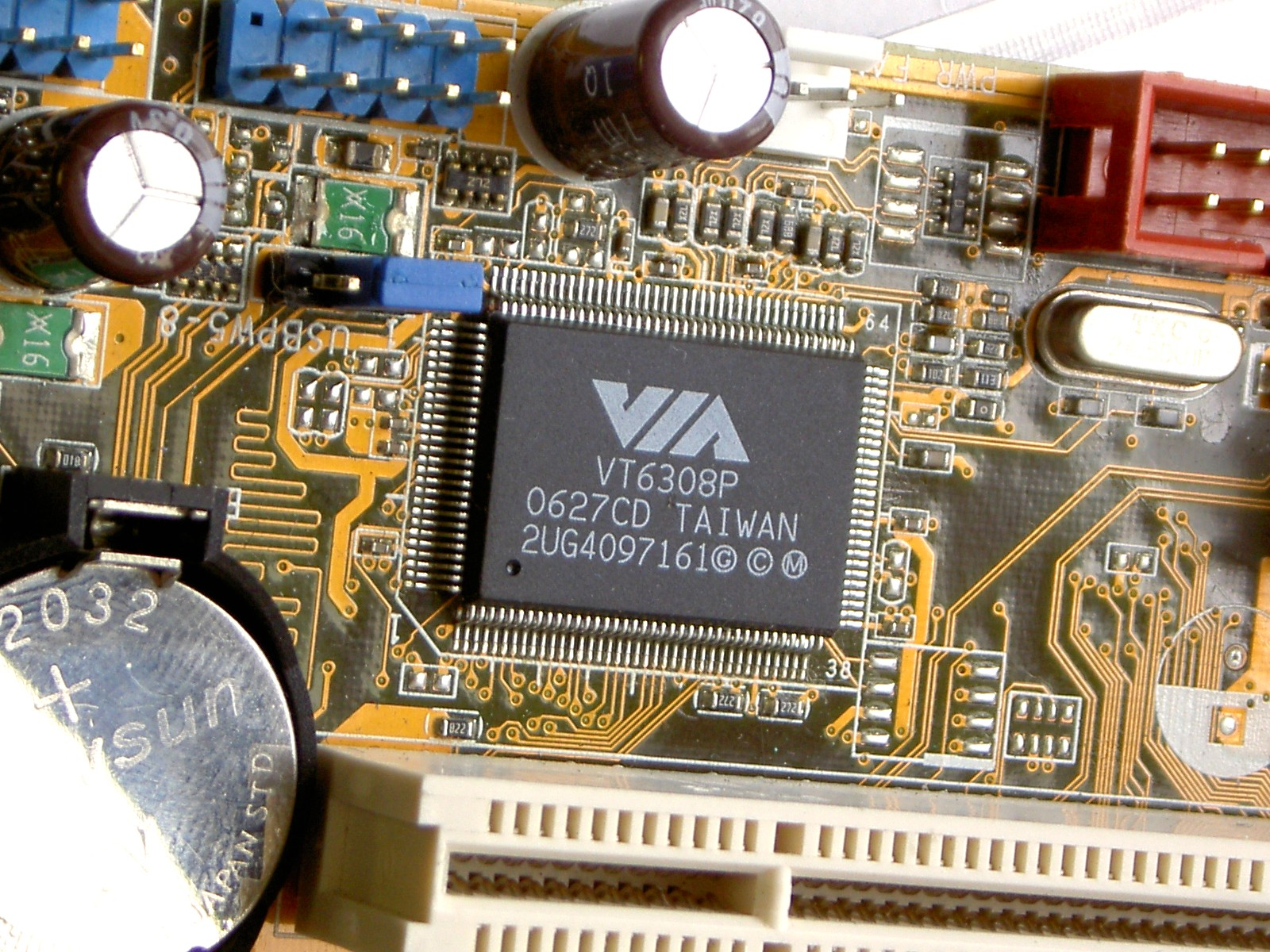
IEEE 1394ホストコントローラの例

1995年に標準化後、2002年まで統一ブランドが制定されなかったため、その間は同一の規格でありながら各社によって異なる名称が用いられていた。
FireWire
元々は規格の提唱者のAppleが使用していた開発コードネームで、2002年5月29日、IEEE 1394の推進団体である1394 トレードアソシエーションにより正式にIEEE 1394の統一ブランドとして採用することが発表された。FireWireの商標はAppleが保有していたが、これを1394 トレードアソシエーションに無償ライセンスする形を取っている。
i.LINK
ソニーが自社のデジタルビデオカメラ製品などに搭載したIEEE 1394端子に採用していた名称で、同社の商標としている。この呼称はDV端子と共に主に家電製品で使われる名称として一般にも普及した。
DV端子
デジタルビデオカムコーダやデジタルビデオテープレコーダに搭載されたIEEE 1394端子の呼称の1つであったが、電源供給機能を持たず、通信できる信号の内容がDV規格の映像音声信号のものに限定の設計になっている。「i.LINK(DV)」等とも呼ばれた。

## 仕様
プラグ&プレイおよびホットプラグに対応している。
バス上にホスト機器を必要とせず、機器から機器へと接続するだけでデータ転送が可能になっている。そのため、IEEE 1394対応機器はポートを2つ備えている場合が多い。この2基のポートは、片方から送られてくるパケットはリピータとして必ず他方へそのまま再送信することが義務づけられていた。 
例えば、パソコンで使用するのであればパソコンのポートからDVDドライブ、DVDのポートからHDDと、数珠繋ぎに接続出来る（デイジーチェーン）。また、リピータハブを用いてツリー状にネットワークを組むことも可能である。ツリーとデイジーチェーンを混在させることもできるが、ネットワークがループバックを形成してしまうことの無いように注意が必要である。また、ケーブルの長さは4.5メートルまでで、機器の接続は63台までという規格になっている。
IEEE 1394では様々なデータをやり取りするため、IEEE 1394が規定するプロトコル上にスタックするプロトコルが用意されている。その中でもSBP2 (Serial Bus Protocol-2) はSCSIコマンドをやり取りするためのプロトコルでSCSIで接続できるデバイス（ATAPI、イメージスキャナなど）を扱えるようになる。
機器への電源供給（バスパワー）に対応した6ピンコネクタと非対応の4ピンコネクタが存在し、i.LINK、DV端子としては主に4ピンが用いられる。IEEE 1394-1995、IEEE 1394a-2000 など、いくつかのバージョンが存在するが、いずれもほぼ同等の機能をもつ。6ピンコネクタは、8 Vから最高33 V/1.5 Aの強力な電源供給機能を持つが、これらの供給能力はバス上に存在する全ての接続機器の能力に左右される。

### 接続方法
デイジーチェーン
機器がリピータとなり、パソコンのポートをホストに機器から機器へと直接接続する方式。最大接続台数17（パソコン含む）、機器間のケーブル長4.5 mまで、総延長72 mまで接続可能
スター
パソコンのポート1つに対し1台の機器を接続する方式。機器間のケーブル長4.5 mまで
ツリー
リピータハブを用いて枝分かれさせながら接続する方式。途中にデイジーチェーンやスター接続も可能。最大接続台数63（パソコン含む）、機器間のケーブル長4.5 mまで、ひとつの枝に対し最大17台（パソコン含む）、総延長72 mまで接続可能

### 拡張規格

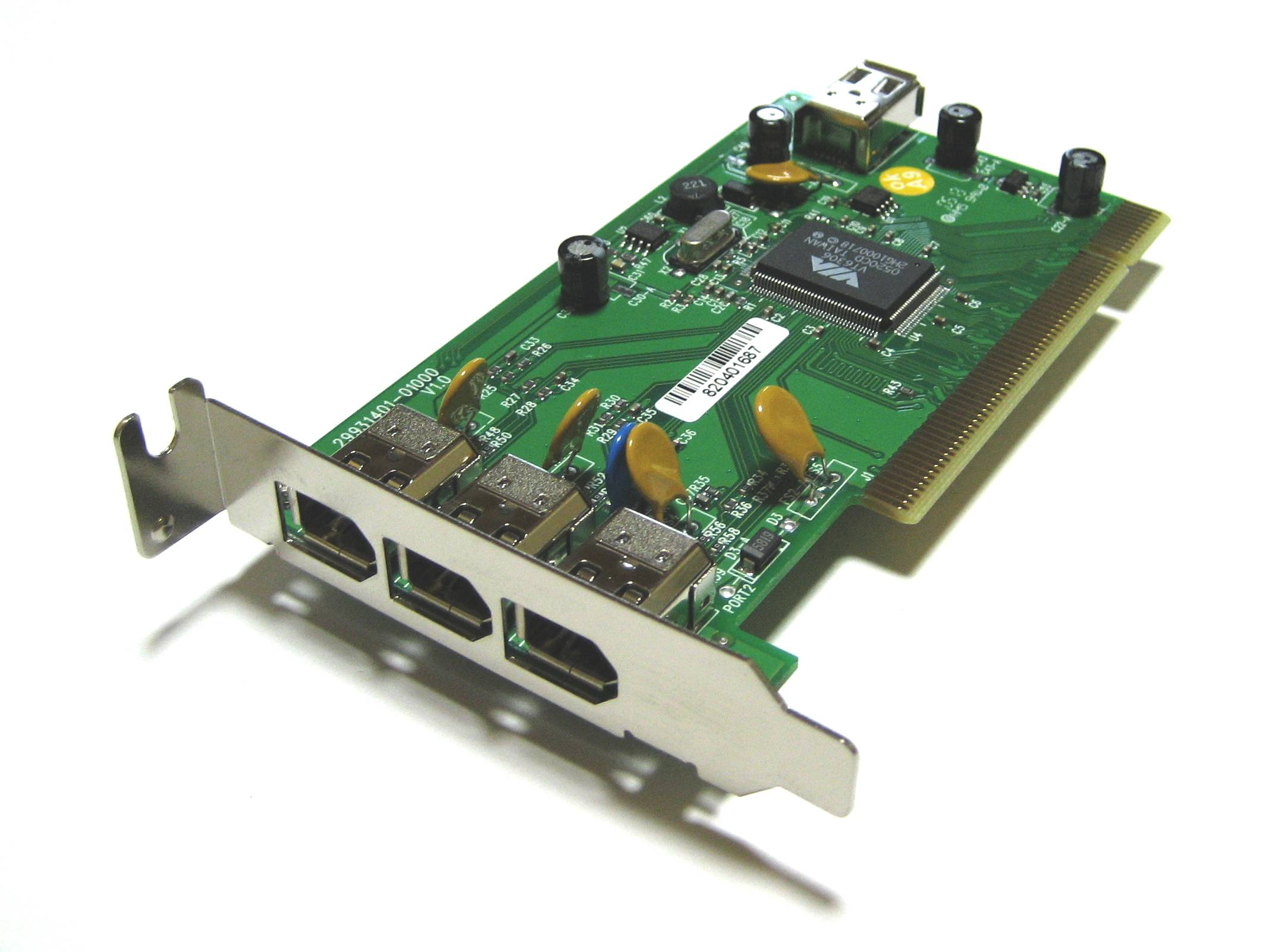
IEEE 1394カード
（バッファロー製）

IEEE 1394a-2000
いくつかの点を改良し、あらためて規格として策定したもの。IEEE 1394-1995とほぼ同じ。後述のIEEE 1394bと区別するためFireWire 400とも呼ばれる。
工業用途で用いられる場合、単に.a（ドットエー）と呼ばれることもある。
IEEE 1394b-2002
FireWire 800とも呼ばれ、現在のところ800 Mbpsまでに対応した規格。IEEE 1394aとは上位互換性を持つが、端子の形状がIEEE 1394aの6ピンに対して9ピンとなっており、変換ケーブルが必要となる。
工業用途で用いられる場合、単に.b（ドットビー）と呼ばれることもある。
なお、IEEE 1394の普及促進団体1394 Trade Associationは、2008年2月に3200 Mbpsまでの転送速度に対応する拡張仕様 "FireWire S3200" を策定。従来のFireWire800で使用されているケーブルやコネクタがそのまま使用できる。
IEEE 1394c-2006
FireWire S800Tとも呼ばれ、物理層としてカテゴリー5に対応したツイストペアケーブルを使用する規格。FireWire 800と同等の機能をもち、転送速度は最大で800 Mbps。

## 利用例

### コンピュータ
- Macintosh -1999年にリリースされたPower Macintosh G3(B&W)から、Mac Pro (Mid 2012), Mac mini (Late 2012), MacBook Pro (Mid 2012)まで採用されていた。
- VAIO - 1998年にリリースされたバイオノート 505シリーズから搭載[7]。
- CASSIOPEIA FIVA - 2001年にリリースされた8.4インチノートパソコン カシオペアファイバ MPC-205から搭載。

### コンピュータ周辺機器
- ストレージ
  - ハードディスクドライブ
  - CD-Rドライブ、DVDドライブ、Blu-ray Discドライブ
  - MOドライブ
  - ZIPドライブ
  - メモリーカードリーダー
  - IEEE1394フラッシュメモリ
- デジタルオーディオプレーヤー
  - iPod - 2001年発売の第1世代から2005年の第4世代まで対応。特に2002年の第2世代まではFireWire接続専用で、USB接続は非対応だった。第1・2世代の発売当時はUSB2.0がまだ普及しておらず、FireWireよりも遥かに転送速度の遅いUSB1.1で大容量の音楽データをやり取りするのは非現実的だったという事情があった。
- オーディオインターフェース

コンピュータへ音声を取り込み、あるいは出力する際に使用する機器。特に高機能な製品において、多チャンネルのオーディオ信号を低レイテンシで入出力するというシビアな要求から、USBに集約される傾向にある他のPC周辺機器と比較すると大きなニーズを持っている（mLANも参照）。当機器の登場当初は秀でたDTMソフトウェアがほとんどMacintosh用（すなわちFireWire用）であった歴史経緯も、ニーズ残存に無縁ではない。
- Webカメラ
- プリンタ、イメージスキャナ
- デジタルカメラ
- ビデオ・テレビキャプチャボックス

### 家庭電化製品
- テレビ受像機
- セットトップボックス
- PlayStation 2 - テレビゲーム機。ただし、SCPH-50000以降の型番では削除されている。
- デジタルビデオカメラ、カムコーダ
- BDレコーダー - セットトップボックスと接続することで(パススルー方式ではない場合であっても)ケーブルテレビのBS・CSのハイビジョン放送の録画が可能になる。
- デジタルチューナー、D-VHS、一部のHDDレコーダー - デジタルテレビ放送のMPEG-2 TSを伝送

IEEE 1394ベースの接続規格
- i.LINK - 上記のセットトップボックス・デジタルチューナー・レコーダーの端子の呼称、一部は下記のDV端子の機能を包含する。機器の端子部分や説明書において、DV規格のみ送受信可能な端子には「i.LINK(DV)」、デジタルテレビ放送などのMPEG-2 TS規格のみ送受信可能な端子には「i.LINK(TS)」等の付記がされることもある。また機器の実装において、送出(OUT)専用や受け入れ(IN)専用の端子とされている場合もある。
- DV端子 - 主にビデオカメラのDV規格デジタルビデオ映像音声を伝送。現在では「i.LINK(DV)」等の記述が多い。
- IP over IEEE 1394 - OSが対応していればLANと同じように使うことができ、さらに端末相互をデイジーチェーンで接続することで、ハブがなくてもネットワークを組むことが可能。
- SBP2 - SCSI ストレージ機器接続
- mLAN - MIDI、オーディオ
- HAVi - 家庭用AV機器の相互接続規格

### 機器制御・業務用途
- IDB-1394 - 高速車載LAN規格。
- 工業用CCDカメラ - 工業用の場合、通常のIEEE 1394コネクタと異なり、抜け防止のネジ止め機構が付いている。
- スペースシャトル[1]
- F-22 - 戦闘機。内部システムネットワークに使用。
- F-35 - 戦闘機。内部システムネットワークにIEEE 1394bを採用[1][8]。

## 問題点

### 特許
IEEE 1394は複数の企業にまたがる複数の特許技術が採用されており、当初、その利用には個別にライセンスを受ける必要があった。一方で類似規格であるUSBでは、デバイスの製造には製造者の申請こそ必要なものの、特許使用料自体は無料であった。この事により多くの中小企業が参入の難しいIEEE 1394ではなくUSBを選んだと言われており、USBを用いた玩具など幅広い製品が発売された。
このIEEE 1394に関する複雑な特許問題は、早くから特許を保有する企業群の間でも問題視されており、1999年5月には共同ライセンスプログラムを発表し、1デバイスあたり1ライセンスで25セントの特許料支払いで解決できるようになった。
ただ、1デバイス1ライセンスであるため、1企業1ライセンスと単純なUSBほどの広がりは見せていない。

### 衰退
前述の特許問題の影響でチップセットメーカであるインテルがIEEE1394のチップセットの統合に消極的（ただしインテルは特許問題は決着したと言及している）だったことによって普及が進まなかったことや、速度を大幅にアップしたUSB 3.0登場により、IEEE1394の速度を上回ったこと、さらにApple自体もインテルと共同開発したThunderboltを策定し、MacintoshのFireWireをThunderboltに置き換えるなど、IEEE1394を搭載しないパソコンが徐々に増えていき衰退していった。